# قائمة البعثات الدبلوماسية لكوريا الشمالية

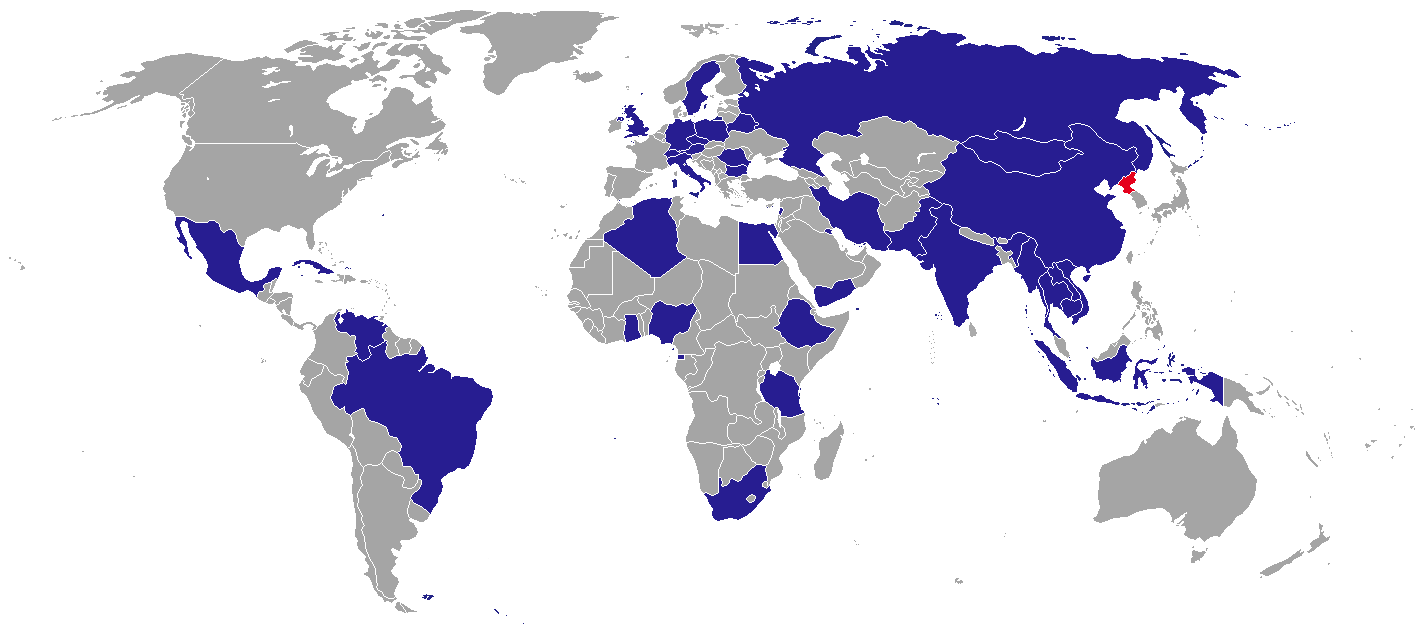
كوريا الشمالية (بالأحمر) وبعثاتها الدبلوماسية (بالأزرق)

هذه هي قائمة البعثات الدبلوماسية لكوريا الشمالية.
في عصر الحرب الباردة، ركزت السياسة الخارجية لكوريا الشمالية على دول الكتلة السوفيتية، مع سعيها النشط لكسب حلفاء في العالم النامي. جاء هذا السعي بدافع الضرورة السياسية، حيث كانت كوريا الشمالية تتنافس مع كوريا الجنوبية على كسب الاعتراف الدبلوماسي. ومع مرور الوقت، بدأت الدول تعترف بالحكومتين على شبه الجزيرة الكورية، وأصبحت بعثات كوريا الشمالية في العالم النامي تركز بشكل أكبر على تنفيذ برامج المساعدات والحفاظ على نفوذها السياسي بدلاً من تحقيق مكاسب اقتصادية.

## البعثات الحالية

### إفريقيا
| الدولة المستضيفة | المدينة المستضيفة | البعثة | Ref.  |
| ---------------- | ----------------- | ------ | ----- |
| الجزائر          | الجزائر العاصمة   | سفارة  | [ 1 ] |
| مصر              | القاهرة           | سفارة  | [ 2 ] |
| غينيا الاستوائية | مالابو            | سفارة  | [ 3 ] |
| إثيوبيا          | أديس أبابا        | سفارة  | [ 4 ] |
| نيجيريا          | أبوجا             | سفارة  | [ 5 ] |
| جنوب إفريقيا     | بريتوريا          | سفارة  | [ 6 ] |
| تنزانيا          | دار السلام        | سفارة  | [ 7 ] |

### الأمريكتان
| الدولة المضيفة | المدينة المضيفة | البعثة | Ref.   |
| -------------- | --------------- | ------ | ------ |
| البرازيل       | برازيليا        | سفارة  | [ 8 ]  |
| كوبا           | هافانا          | سفارة  | [ 9 ]  |
| المكسيك        | مدينة مكسيكو    | سفارة  | [ 10 ] |
| فنزويلا        | كاراكاس         | سفارة  | [ 11 ] |

### آسيا
| الدولة المستضيفة | المدينة المستضيفة | البعثة      | Ref.   |
| ---------------- | ----------------- | ----------- | ------ |
| كمبوديا          | بنوم بنه          | سفارة       | [ 12 ] |
| الصين            | بكين              | سفارة       | [ 13 ] |
| الصين            | شنيانغ            | قنصلية عامة | [ 14 ] |
| الصين            | داندونغ           | مكتب قنصلي  | [ 15 ] |
| الهند            | نيودلهي           | سفارة       | [ 16 ] |
| إندونيسيا        | جاكرتا            | سفارة       | [ 17 ] |
| إيران            | طهران             | سفارة       | [ 18 ] |
| اليابان          | طوكيو             | شونغريون    |        |
| الكويت           | مدينة الكويت      | سفارة       | [ 19 ] |
| لاوس             | فيينتيان          | سفارة       | [ 20 ] |
| منغوليا          | أولان باتور       | سفارة       | [ 21 ] |
| ميانمار          | يانغون            | سفارة       | [ 22 ] |
| باكستان          | إسلام آباد        | سفارة       | [ 23 ] |
| سنغافورة         | سنغافورة          | سفارة       | [ 24 ] |
| سوريا            | دمشق              | سفارة       | [ 25 ] |
| تايلاند          | بانكوك            | سفارة       | [ 26 ] |
| فيتنام           | هانوي             | سفارة       | [ 27 ] |

### أوروبا
| الدولة المضيفة | المدينة المضيفة | مستوى البعثة | سنة الإغلاق | Ref.          |
| -------------- | --------------- | ------------ | ----------- | ------------- |
| الدنمارك       | كوبنهاغن        | سفارة        | 1998        | [ 28 ]        |
| فنلندا         | هلسنكي          | سفارة        | 1998        | [ 28 ]        |
| هنغاريا        | بودابست         | سفارة        | 1995        | [ 28 ]        |
| النرويج        | أوسلو           | سفارة        | 1976        | [ 29 ] [ 30 ] |
| البرتغال       | لشبونة          | سفارة        | 1995        | [ 28 ]        |
| إسبانيا        | مدريد           | سفارة        | 2023        | [ 31 ]        |
| أوكرانيا       | كييف            | سفارة        | 1998        | [ 28 ]        |

### أوقيانوسيا
| الدولة المضيفة | المدينة المضيفة | مستوى البعثة | سنة الإغلاق | Ref.   |
| -------------- | --------------- | ------------ | ----------- | ------ |
| أستراليا       | كانبرا          | سفارة        | 2008        | [ 32 ] |